# TGV Sud-Est
De TGV Sud-Est was een type hogesnelheidstrein uit de TGV-familie. De treinstellen zijn de eerste generatie TGV-treinen.

## Beschrijving
De treinstellen zijn tussen 1978 en 1985 bij Alstom gebouwd naar een ontwerp van industrieel ontwerper Jacques Cooper om dienst te doen op de LGV Sud-Est, de eerste stellen werden in 1981 in dienst genomen. Ze bestaan uit twee motorwagens en acht rijtuigen met een gezamenlijke capaciteit van 345 reizigers. In eerste instantie waren er zes treinstellen met alleen eerste klas en een capaciteit van 287 plaatsen. Het materieel had aanvankelijk de oranje huisstijl, later is het overgespoten in een zilveren kleurstelling.
De treinen zijn 200,19 meter lang en 2904 millimeter breed, hebben een gewicht van 385 ton en kunnen op 1500 volt gelijkspanning en 25 kV wisselspanning rijden. Negen treinstellen konden ook op 15 kV wisselspanning rijden, en worden door Lyria, een samenwerking van de SNCF en de SBB ingezet tussen Frankrijk en Zwitserland. Deze stellen zijn in 2013 vanwege hun beperkte vermogen en hun ouderdom uit dienst genomen en vervangen door de TGV POS.
De treinen waren oorspronkelijk uitgerust om 270 km/h te rijden, maar de meeste treinstellen werden rond 2000 vanwege de opening van de LGV Méditerranée gerenoveerd, waarbij de dienstsnelheid werd verhoogd naar 300 km/h. De treinstellen die niet werden aangepast reden meestal maar korte afstanden over de hogesnelheidslijn.

## Opvallende treinstellen
- Treinstel 01 werd gebruikt bij een presentatie op 24 september 2011 voor de nieuwe Carmillon-huisstijl van de SNCF, met de kleuren paars, roze, grijs en wit.
- Treinstel 16 werd gebruikt bij een recordpoging in 1981, en reed toen 380 km/h
- De treinstellen 33 tot 38 waren oorspronkelijk alleen eerste klas
- Treinstel 38 is verbouwd tot TGV Postal
- Treinstel 65 is verbouwd tot rijdend museum naar aanleiding van de dertigste verjaardag van de TGV in 2011
- Treinstel 70 is buiten dienst gesteld na een ongeluk in Voiron, de motorwagen 23140 die deel was van dat treinstel wordt sindsdien gebruikt als reserve.
- Treinstel 88 is gebruikt als prototype voor de aandrijving van de TGV Atlantique, en is daarna verbouwd tot het tri-courant treinstel 118
- Treinstel 99 heeft nooit bestaan.
- Treinstel 101 is verbouwd geweest tot TGV met kantelbakinstallatie, en is daarna terugverbouwd.
- De treinstellen 110 t/m 118 zijn geschikt voor gebruik in Zwitserland (Uit dienst 2013).

## Renovatie
De SNCF heeft besloten om 65 stellen een laatste renovatie te geven zodat ze tot 2025 in dienst kunnen gaan. Ze krijgen daarvoor een nieuwe kleur en interieur. De andere stellen worden gesloopt en vervangen door moderner materieel.

## Galerij

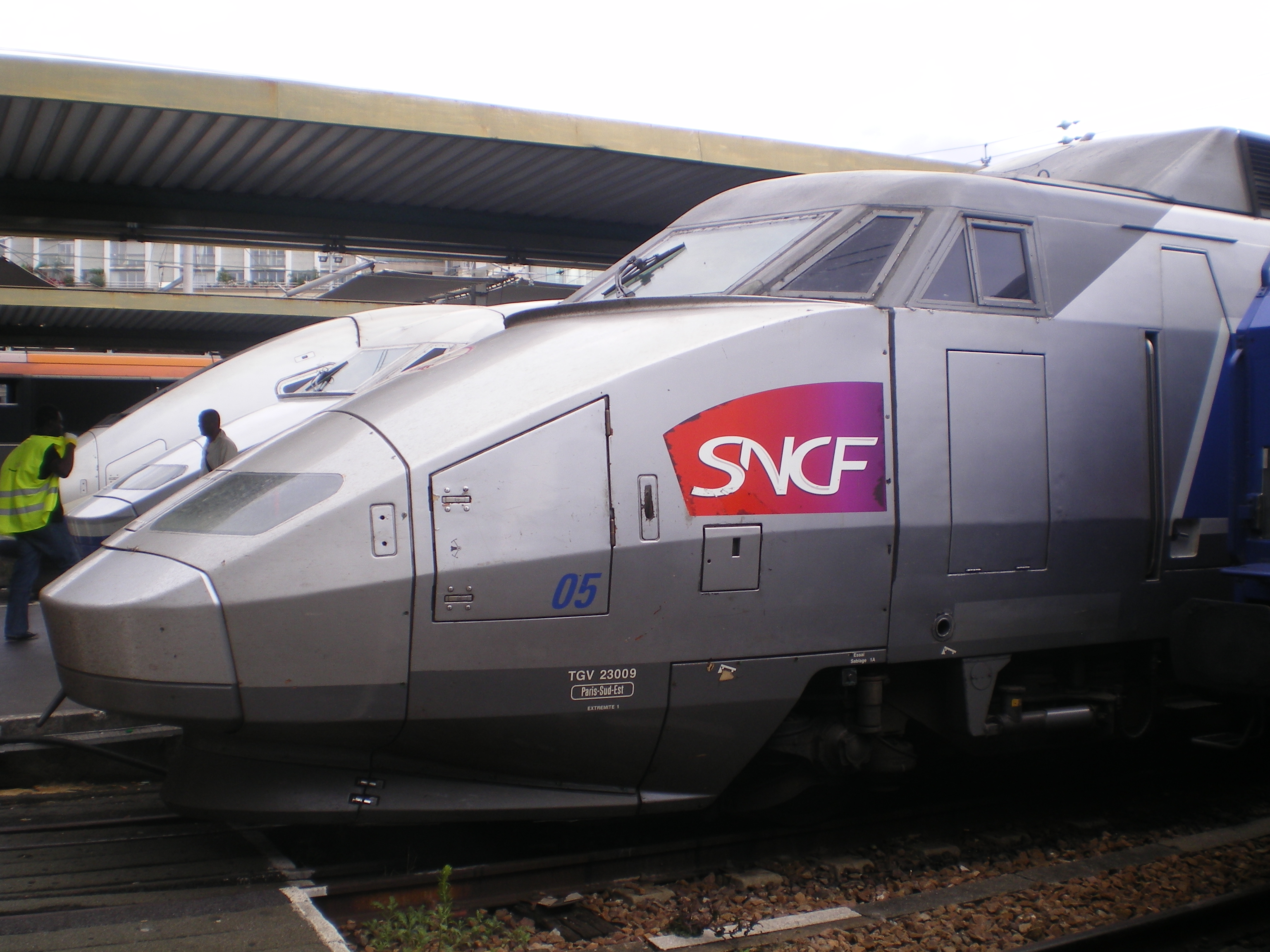
TGV Sud-Est treinstel 5 op Station Paris-Lyon.
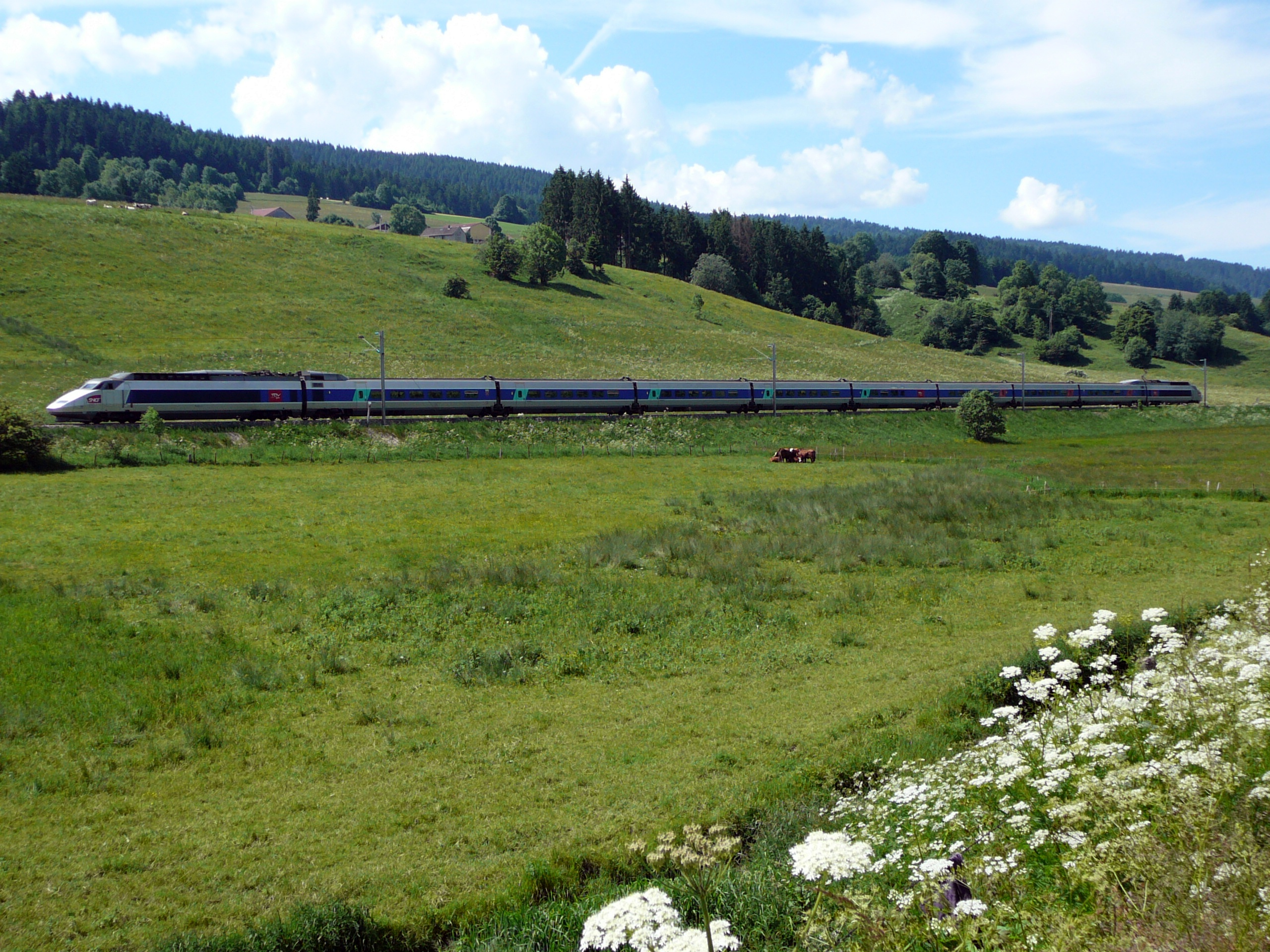
TGV Lyria bij de Frans-Zwitserse grens.
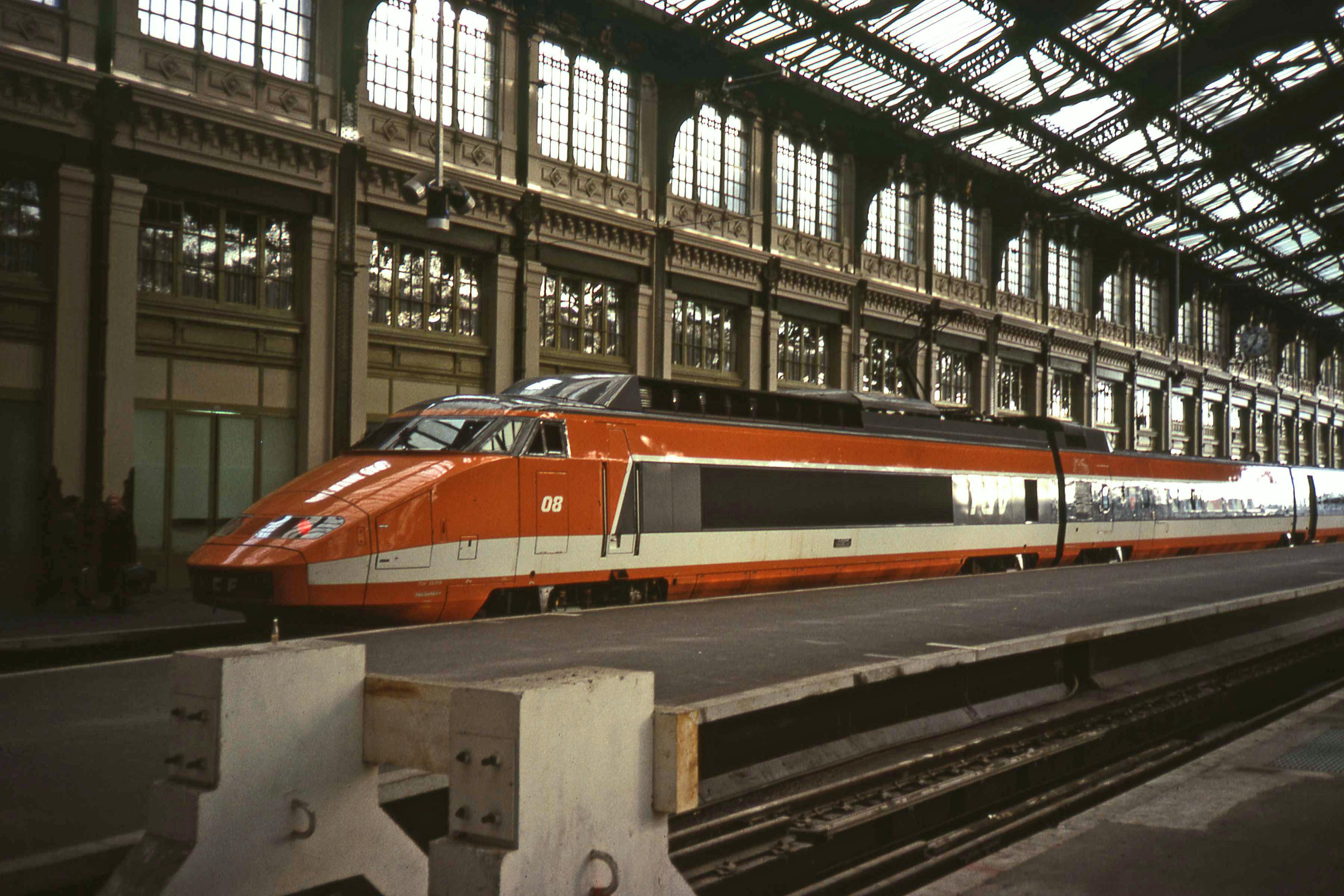
Treinstel in de oorspronkelijke oranje kleur.
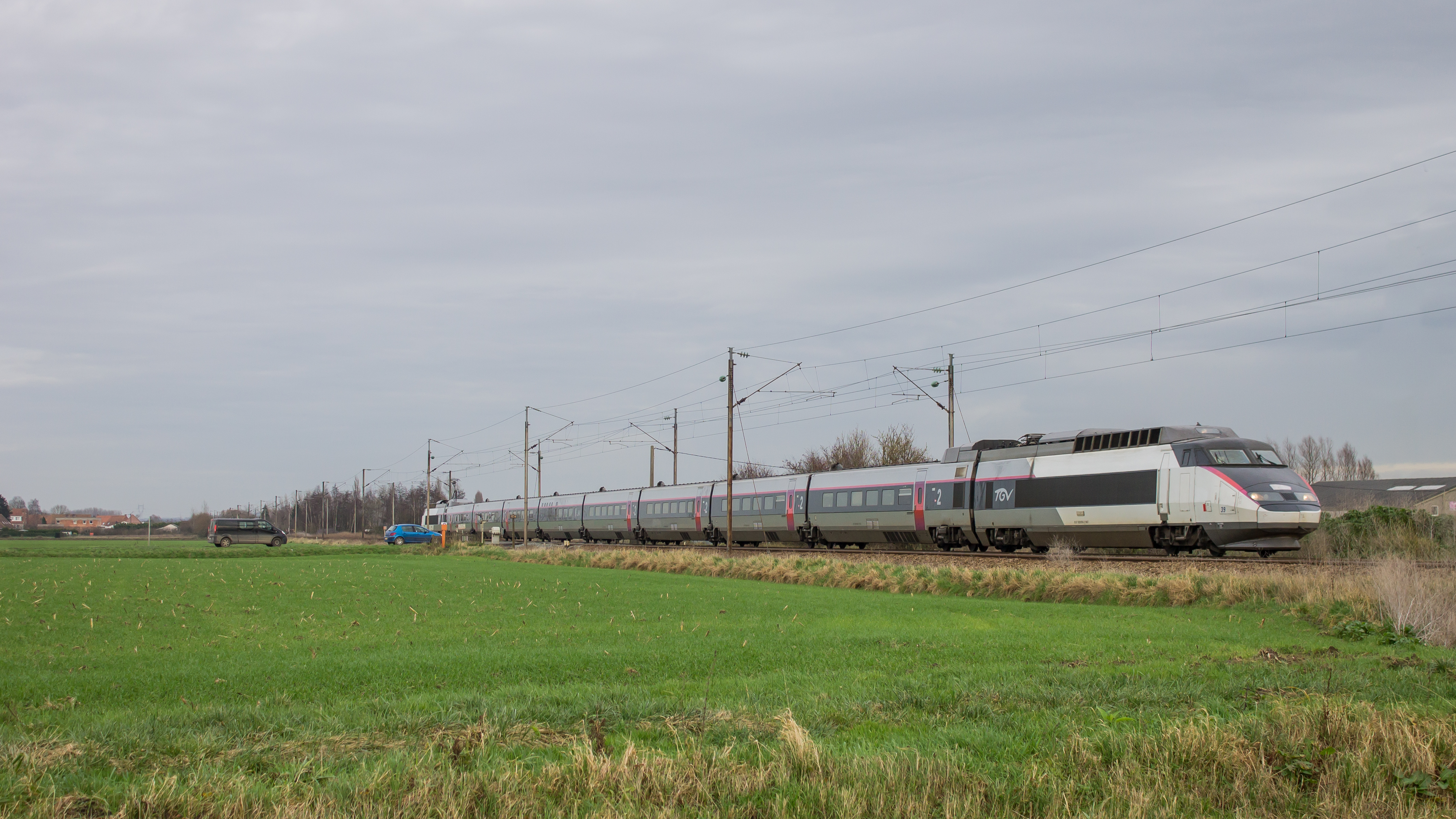
Treinstel 39 in de nieuwe kleurstelling.
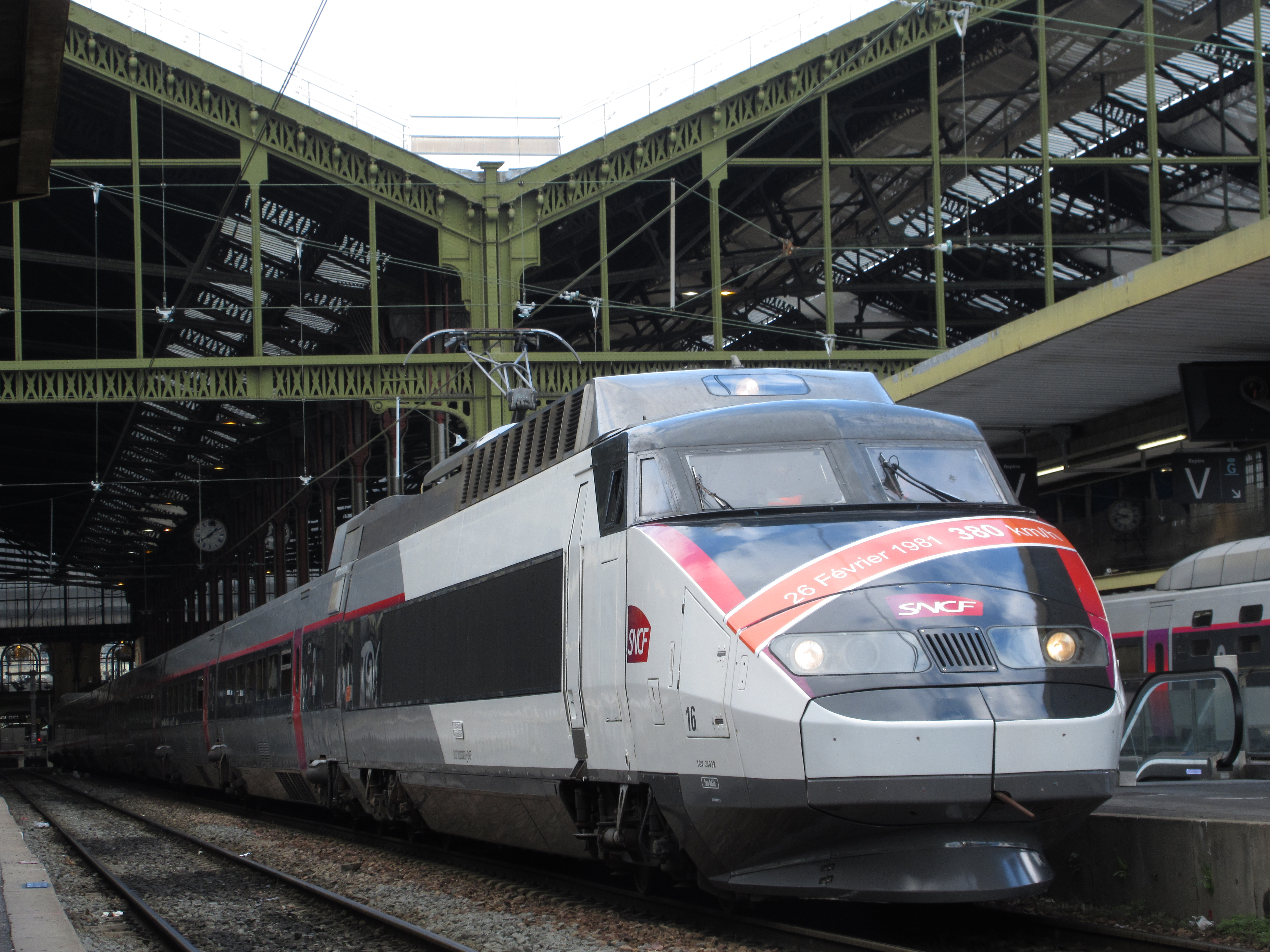
TGV Sud-Est treinstel 16 op Station Paris-Lyon.